# Аарські льодовики
Аарські льодовики (нім. Aargletscher) — чотири грандіозних льодовика в Бернських Альпах:
- верхньо-аарський;
- нижньо-аарський;
- лаутераарський;
- фінстераарський.

Останні два - рукави нижньо-аарського льодовика.
Висота — 1 879 метрів над рівнем моря. Тут бере початок річка Ааре.
Льодовик досліджували Гугіс (1827) і Агассіс (1840).